# Lewis Worrell
Lewis James Worrell (* 7. November 1934 in Charlotte, North Carolina) ist ein US-amerikanischer Bassist des Free Jazz.

## Leben und Wirken
Der Bassist Lewis Worrell wurde durch seine Mitwirkung an wichtigen Aufnahmen des Free Jazz Mitte der 1960er Jahre bekannt. Er spielte zunächst sechs Jahre Tuba, bevor er mit 17 Jahren zum Bass wechselte. Er arbeitete im Orchestra USA, mit Bud Powell und Elmo Hope und nahm erstmals 1963 mit Hank Crawford auf.
Im Oktober 1964 wirkte er beim ersten Auftritt des New York Art Quartet mit, zu dem noch Roswell Rudd, John Tchicai und Milford Graves gehörten; einen Monat später war an den Plattenaufnahmen des Ensembles für ESP-Disk beteiligt. Worrell gehörte im Folgejahr zur Band von Albert Ayler und war 1965 auf Albert Aylers Alben Bells und 1966 auf Quintet Live at Slug’s Saloon, Vols. 1 & 2 zu hören, aber auch auf Sunny Murrays Album Sunny's Time Now. Im Februar 1966 trat er mit Archie Shepp im Both/And-Club in San Francisco auf, veröffentlicht auf dem Impulse!-Album Live in San Francisco; weitere Impulse-Alben, an denen Worrell noch mitwirkte, waren Shepps Three for a Quarter, One for a Dime (1966), und Roswell Rudds Debütalbum als Bandleader, Everywhere (1966). Danach verschwand Lewis Worrell aus der Jazzszene; er trat noch einmal im November 1973 im Trio von Sam Rivers an der Yale University auf (Live auf Impulse).